# Maria Elisabeth Louise Frederika van Pruisen

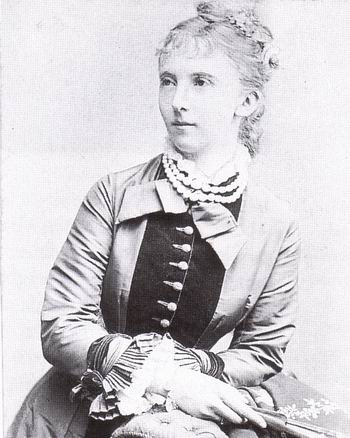
Prinses Marie

Marie Elisabeth Louise Frederika van Pruisen (Marmerpaleis (Potsdam), 14 september 1855 — Slot Albrechtsberg, Dresden, 20 juni 1888), prinses van Pruisen, was de dochter van prins Frederik Karel van Pruisen en Maria Anna van Anhalt-Dessau.

## Biografie

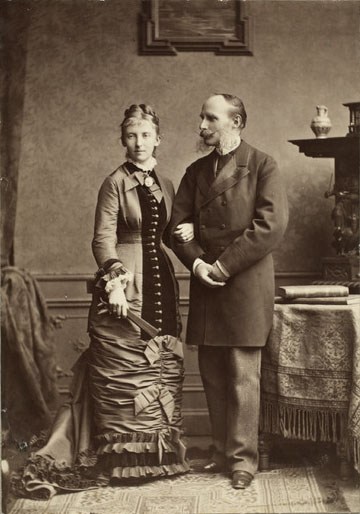
Prinses Marie en prins Hendrik

Zij huwde op 24 augustus 1878 in het Neues Palais (Sanssouci) met Hendrik van Oranje-Nassau (1820-1879), zoon van koning Willem II van Nederland en Anna Paulowna Romanov. Voordat zij naar Nederland kwam, kreeg zij van L.R. Beynen (oud-rector van het gymnasium in Den Haag) Nederlandse les. De oud-rector vergeleek in een brief aan zijn vrouw de prinsessen Emma en Marie met elkaar, die hij beiden les had gegeven: 

"Ze (Emma) mist de onbeschrijfelijke lieftalligheid van prinses Marie, omdat ze meer kracht en veerkracht bezit, maar beiden zijn ze even vlug van bevatting."
Maries echtgenoot, Hendrik, overleed echter al vijf maanden na het huwelijk. Na het overlijden van haar man ging prinses Marie in Den Haag wonen, totdat ze hertrouwde en terugkeerde naar Duitsland. Ze onderhield warme betrekkingen met koningin Emma. Emma en Marie waren daarnaast ook nog eens (aangetrouwde) familie. De zus van Marie, Louise Margaretha van Pruisen, was gehuwd met Arthur van Connaught en Strathearn, een zoon van koningin Victoria van het Verenigd Koninkrijk. De zus van Emma, Helena van Waldeck-Pyrmont, was getrouwd met Leopold van Albany, eveneens een zoon van koningin Victoria.
Marie hertrouwde op 6 mei 1885 in Berlijn met Albert van Saksen-Altenburg, doch dit huwelijk duurde slechts drie jaar; toen overleed Marie in het kraambed. Uit dit tweede huwelijk had zij twee kinderen:
- Olga Elisabeth (Schloss Albrechtsberg, 17 april 1886 - Münster, 13 januari 1955). Trouwde met de latere SS'er en luitenant-generaal Carl Friedrich graaf van Pückler-Burghauss, baron von Groditz (1886-1945).
- Marie (Schloss Albrechtsberg, 6 juni 1888 - Hamburg, 12 november 1947). Trouwde met Heinrich XXXV vorst Reuss.